# Storia del Palermo Football Club
(Renzo Barbera, ex presidente del Palermo)

## Storia

### Le origini

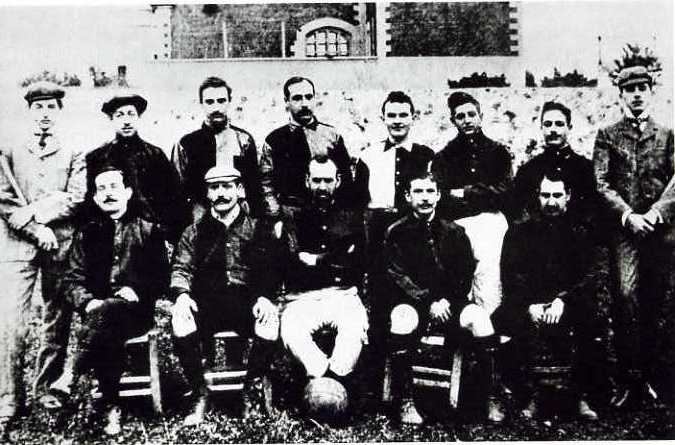
Prima formazione del Palermo Calcio. Anno 1900. Da sinistra in piedi: De Garston, Olsen, Pirandello, Gaffiero, V. Pojero, Marino, Giaconia, R. Pojero, Blake, Macaluso... Quarta persona da sinistra, seduto: Ignazio Majo Pagano

La storia dell'arrivo dello sport del calcio a Palermo è legata ai solidi rapporti che l'alta borghesia locale intratteneva col mondo britannico. Per lungo tempo si è pensato che la squadra fosse stata fondata nell'aprile 1898 per iniziativa dell'inglese Joseph Isaac Spadafora Whitaker e di altri suoi connazionali, trasferitisi a Palermo. Tale teoria si basa forse su un equivoco: nell'aprile del 1897 era effettivamente nato un circolo, denominato Sport Club, dove probabilmente si praticò per la prima volta la disciplina del football. Joseph Whitaker ebbe comunque un ruolo importante nei primi anni di vita del club: nel 1902 sarebbe stato nominato presidente onorario, come testimoniato da una lettera datata 14 marzo di quell'anno. Convenzionalmente, la storia del Palermo risulta essere incominciata il 1º novembre 1900, grazie al contributo, oltre che della comunità inglese in città, di Ignazio Majo Pagano, un giovane che aveva conosciuto il calcio in Inghilterra e che aveva deciso di importare questo nuovo sport nella natía Palermo. Lo propose ai soci dello "Sport Club" di via Mariano Stabile, luogo di ritrovo dei giovani dell'alta società cittadina.
Nacque così l'Anglo-Palermitan Athletic and Foot-Ball Club, che secondo l'articolo 1 dello statuto, stampato dai fratelli Marsala di via Parlamento 56,
L'iscrizione prevedeva, per i "soci Protettori", una tassa di ammissione di 100 lire e un mensile di 3 lire, mentre i soci ordinari erano tenuti a pagare una tassa di ammissione di 10 lire e un mensile di 2. Cifre abbastanza considerevoli per l'epoca, ma il calcio in Italia, al suo primo impatto, era uno sport per le classi più agiate. I colori sociali furono fissati in rosso e bleu, come i colori di una divisa da football che Majo Pagano aveva portato con sé dall'Inghilterra. Come primo presidente fu nominato il vice console britannico a Palermo Edward De Garston, come primo allenatore George Blake, proveniente dal Genoa.
La prima sede sociale del sodalizio siciliano venne stabilita presso la Villa La Grua di Carini (oggi Villa Zito), mentre il suo primo terreno di gioco, per gli incontri calcistici casalinghi, fu messo a disposizione dalla famiglia Whitaker, in una loro proprietà alle spalle della Villa Varvaro. Il campo Varvaro fu però presto soprannominato "U pantanu" (il pantano in italiano), visto il pessimo drenaggio delle acque.
L'Anglo-Palermitan Athletic and Foot-Ball Club disputò la sua prima partita proprio il 30 dicembre dello stesso anno della sua fondazione ufficiale, sul campo Varvaro contro l'equipaggio del "Nathan", una nave inglese approdata al porto, perdendo 5-0; il carattere mondano dell'evento viene confermato dalle cronache locali che ricordano anche il rinfresco del post-partita. Le prime partite della storia del club furono disputate tutte contro i team delle navi inglesi, provenienti dalla fonda del porto di Palermo: il 3 aprile 1901 il primo incontro non risoltosi in una sconfitta, contro l'equipaggio del "Caterina Walker", pareggiato 1-1 grazie a una rete messa a segno dal cavaliere Ernesto Caneva.
Ignazio Majo Pagano era rimasto in contatto con Alfredo Marangolo, un messinese che era stato suo compagno all'Eton College di Londra: entrambi avrebbero soggiornato, per un periodo, presso l'omonimo college inglese. Marangolo tornò in Sicilia nei primi giorni dell'agosto del 1900 e, il 1º dicembre a venire, avrebbe inoltre fondato, nella sua città natale, il Messina Football Club.
I due amici decisero così di far sfidare i club dei rispettivi centri abitati. Il seguente 18 aprile 1901 si disputò questo primo derby siciliano, terminato 3-2 per i palermitani, incontro considerato il primo vero match tra società siciliane. Sempre il Messina fu protagonista della prima trasferta della squadra palermitana: disputato il 5 aprile 1904, il match fu vinto 3-2 dalla squadra locale, ma questa partita fu ricca di conseguenze, infatti la squadra ospite contestò la validità del terzo e decisivo goal. Per ricomporre la questione si decise di disputare una rivincita a campi invertiti e di dare cadenza annuale all'appuntamento. In pratica stava nascendo la "Whitaker Challenge Cup", un trofeo d'argento messo in palio da Joshua Whitaker (conosciuto anche come Giosuè) e sua moglie Euphrosyne, tra i membri più appassionati di sport della famiglia.
Della Coppa Whitaker vennero disputate quattro edizioni, vinte, nell'ordine, due dal Messina e due dal Palermo. Nella terza edizione la partita fu rinviata per maltempo e non venne recuperata subito per la mancanza di un accordo sull'arbitraggio, poi il match si disputò il 2 aprile 1907 in casa dei palermitani, che ne uscirono vincitori. Dopo il catastrofico terremoto avvenuto a Messina all'alba del 28 dicembre 1908, la manifestazione non venne più organizzata.

### Dal 1907 alla prima guerra mondiale: la nascita del rosa-nero

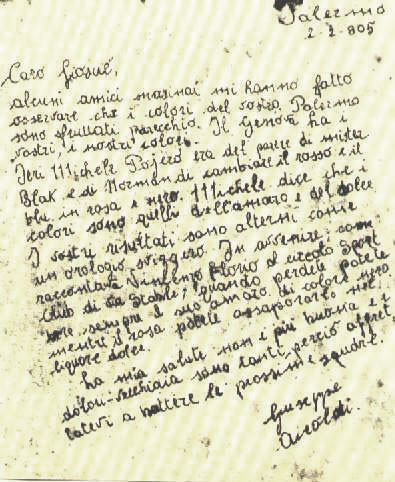
La lettera di Giuseppe Airoldi che suggerisce i colori rosanero

Nel frattempo si verificò lo storico passaggio ai colori rosanero, ritenuti abbastanza insoliti nel panorama calcistico di quel tempo. Su questo sono sorte diverse leggende: la più diffusa racconta che il rosso e il blu stinsero in rosa e nero a causa di un candeggio sbagliato, ma il fatto che analoghe storie circolino sulle nascita delle maglie di altri club (come la Fiorentina) mina la credibilità di questa versione. Più realisticamente il rosa e il nero potrebbero rappresentare il rosolio e l'amaro prodotti dalla famiglia di Giosuè Whitaker, da bere rispettivamente dopo una vittoria e dopo una sconfitta. L'ipotesi viene accreditata da una lettera inviata da Giuseppe Airoldi allo stesso Giosuè, in data 2 febbraio 1905, convincendolo a cambiare i colori sociali in rosa e nero, come metafora del dolce e dell'amaro a causa dei risultati alterni.
L'occasione per il cambio ufficiale dei colori avvenne il 27 febbraio 1907, contemporaneamente a un cambio di denominazione che ribattezzò la società in Palermo Foot-Ball Club, a sei anni e tre mesi dalla fondazione della compagine.
Un incontro amichevole, destinato a essere gravido di conseguenze, è quello disputato il 1º maggio fra il Palermo e l'equipaggio dell'"Erin", imbarcazione di proprietà del magnate del tè Thomas Lipton, terminato 6-0 per i rosanero. Sir Lipton decise allora di regalare ai propri avversari un'imponente coppa d'argento, alta 80 cm e pesante ben 5 kg. Non potendo recarsi in Italia ogni anno per contendere il trofeo, Lipton decise che la coppa sarebbe stata contesa annualmente fra una squadra siciliana e una campana, regioni dove egli riteneva d'aver incrociato le compagini migliori. Nel corso della sua crociera nel Mar Mediterraneo, si era infatti reso conto che il livello delle squadre del sud Italia andava progressivamente salendo. Nasceva così la "Lipton Challenge Cup", che si disputò annualmente fra il 1909 e il 1915. Il regolamento prevedeva che la finale si sarebbe disputata fra la vincente delle eliminatorie siciliane e quella delle eliminatorie campane. La squadra che per prima avesse vinto cinque edizioni avrebbe avuto il diritto di detenere definitivamente la coppa.
Nelle sette edizioni della Lipton Cup il Palermo si qualificò sempre alla finale, dove affrontò il Naples in cinque occasioni e l'Internazionale Napoli nelle altre due, centrando tre vittorie e due sconfitte nei primi cinque casi e nei secondi due una doppia vittoria. Oltre alla Coppa Lipton, il Palermo nel 1910 si aggiudicò la Coppa Pasqua Sportiva "Trofeo dei Mille", messa in palio in occasione del cinquantesimo anniversario dello sbarco a Marsala. Alla manifestazione, tenutasi a partire dai giorni 13 e 14 maggio, parteciparono il Palermo FBC, il Naples, l'Audax Palermo, il Messina e la Lazio. Proprio i biancocelesti affrontarono in finale il Palermo, perdendo per 2-1.
Dal 16 marzo 1914 il Palermo trasferì il suo campo di gioco allo Stadio Ranchibile, la prima struttura in città appositamente pensata per il gioco del calcio e che rimarrà in uso fino al 3 gennaio 1932. Inizialmente si trattava di un semplice campo, di dimensioni regolamentari, senza alcuna struttura di supporto. Ben presto il campo venne delimitato da basse mura e venne costruito uno chalet ligneo con la funzione di rudimentale spogliatoio. Successivamente venne dotato di una piccola tribuna, anch'essa lignea, per consentire alla nobiltà palermitana di assistere più comodamente allo spettacolo, tribuna alla quale negli anni successivi venne aggiunta una copertura. Al Ranchibile il Palermo, il 5 aprile 1915, si aggiudicò definitivamente l’ultima coppa Lipton. Poco dopo, con l'ingresso dell'Italia nella prima guerra mondiale il 24 maggio, il calcio a Palermo fermò ogni sua attività.

### I primi campionati federali

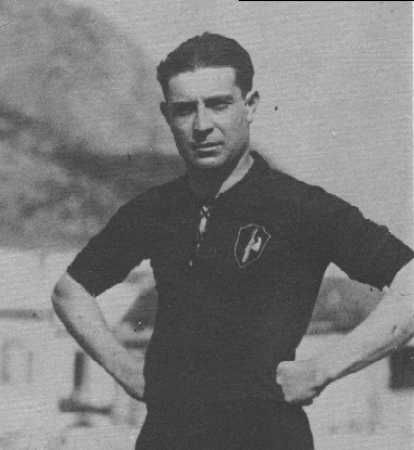
Giovanni Frangipane

Al termine della prima guerra mondiale, l'attività calcistica in città riprese grazie a una serie di società minori, quali il Trinacria, l'Itala, l'Esperia o il Racing FBC. Quest'ultima, dai colori sociali bianco-blu, venne ceduta nel 1919 dall'onorevole Zito al presidente provinciale della FIGC, Valentino Colombo, il quale decise, il 16 febbraio 1920, di ribattezzare la squadra con il nome Unione Sportiva Palermo. Il 1920 rappresenta uno snodo fondamentale anche per un altro motivo: la FIGC nominò commissario straordinario per la Sicilia Vincenzo Manno, che in maggio organizzò il primo torneo federale nell'isola, la Coppa Federale Siciliana, non essendo riuscito a far ammettere immediatamente le società isolane alla Prima Categoria. Il Palermo vinse la coppa dopo aver eliminato il Marsala nell'eliminatoria della zona occidentale e i tradizionali rivali della Messinese in finale. Intanto in città era sorta un'altra squadra, la Libertas, così si giocò un primo ed inedito derby cittadino il 3 dicembre: vinse il Palermo per 7-0.
L'anno successivo per il Palermo, come per tutte le altre società dell'isola, si presentò l'occasione per partecipare al campionato federale nazionale: per circa un ventennio, le società siciliane erano rimaste fuori dai campionati federali, anche dopo l'istituzione, a partire dalla stagione 1912-1913, del "campionato dell'Italia Centrale, Meridionale ed Insulare", al quale aderirono solo squadre della Toscana, del Lazio e della Campania (benché il regolamento stesso non proibisse l'iscrizione delle squadre di altre regioni). La situazione cambiò nell'estate 1921 allorquando le società centromeridionali, determinate a ottenere il decentramento, costituirono la Lega Sud, la quale allargò il campionato centromeridionale ammettendovi per la prima volta compagini siciliane, pugliesi e marchigiane (mentre le squadre toscane furono trasferite nei gironi della Lega Nord). La Lega Sud decise di aderire alla neonata Confederazione Calcistica Italiana (CCI), costituita dai grandi club del nord in seguito alla frattura con la federazione provocata dalla bocciatura del Progetto Pozzo. Il Palermo, che nel frattempo aveva riadottato il rosa e il nero, vi aderì il 25 agosto partecipando di conseguenza alla sezione siciliana della Prima Divisione, nel 1921-1922. I palermitani vinsero il raggruppamento, ma furono poi sconfitti al primo turno delle finali di Lega Sud, per mano dell'Audace Taranto.
Con il Compromesso Colombo emanato all'inizio dell'estate seguente, che aveva sanato lo scisma e riappacificato le federazioni, il Palermo, assieme alle altre società della CCI, lasciò la medesima Confederazione e, successivamente, venne affiliato alla FIGC, di diritto nella nuova e unica Prima Divisione.
Il girone siciliano vide trionfare in altre due occasioni i rosanero: nel 1923-1924, dopo lo spareggio a Messina del 9 marzo 1924 e nel 1925-1926, per un miglior quoziente reti. Automaticamente qualificati alla fase finale della Lega Sud, in entrambi i casi vennero eliminati nelle semifinali interregionali. Non andò meglio alla Libertas (vincitrice nel 1922-1923 dopo la ripetizione del campionato) o alla Messinese (a primeggiare nel 1924-1925). Il 5 novembre 1923 il Palermo fu invitato dal console italiano a Tunisi per il primo match internazionale della sua storia: battendo 3-1 i Rangers del Marocco i rosanero vinsero il Torneo di Tunisi.
Nel frattempo si assistette a un periodo di fusioni societarie, causate da problemi economici: nel gennaio 1923 il Palermo si fuse con l'Unione Sportiva Leoni, un gruppo di giovani di piazza Leoni guidati dal gelataio Girolamo Petrolo; nel gennaio 1924 ci fu la fusione con i rivali della Libertas, con l'obiettivo di mantenere almeno un club competitivo a livello nazionale. Visto il maggior blasone del Palermo, si mantennero i colori rosanero e si tornò alla denominazione Palermo Football Club.
Con la ratifica della Carta di Viareggio del 1926, la Prima Divisione 1926-1927, in cui militava il Palermo, divenne il prodromo dell'attuale secondo livello del campionato italiano di calcio, venendo gestita dal nascente Direttorio Divisioni Superiori. I siciliani disputeranno però solo nove giornate, poiché il presidente Colombo dovette ritirare la squadra per inadempienze finanziarie, il 10 dicembre della stessa stagione: pertanto fu esclusa a competizione in corso ed ebbe le restanti gare perse a tavolino.
La prima squadra della città divenne allora la Vigor, del futuro dirigente sportivo del Palermo Totò Vilardo, che, dopo il campionato di Seconda Divisione 1927-1928, diventato terza serie, cambiò denominazione in Palermo Football Club e assunse i colori rosanero, operando una fusione con la scomparsa società il 15 luglio 1928. Presidente divenne il conte Liotta di Lemos. Il 15 agosto la società si dotò di un capitale sociale di centomila lire, grazie a una sottoscrizione guidata da Vincenzo Florio jr. Dopo tre presidenti nel breve volgere di un anno, la società incominciò a essere amministrata dal barone Bordonaro di Gebbiarossa, dimessosi nel 1931 per darsi all'automobilismo. Al barone si deve il commissionamento di un nuovo stemma, realizzato in stile futurista dal pittore palermitano Pippo Rizzo.
Il nuovo Palermo fu ammesso il 2 settembre al Campionato Meridionale 1928-1929, che metteva un posto in palio nella nuova Serie B: il club si piazzò terzo nel sottogirone siciliano del girone D, ma venne ammesso al turno successivo per delibera della FIGC. Anche in questa fase il Palermo, arrivato secondo, venne fatto passare d'ufficio. Giunto alle semifinali, nella mini classifica del girone A il Palermo, assieme a Cagliari, Foggia e Lecce, si giocò il primo posto per la finale e, dopo aver lottato a lungo per l'obiettivo, terminò al secondo posto a un solo punto dal Lecce, il quale però aveva usufruito del forfait antisportivo del Cagliari. La federazione, tuttavia, accolse l'immediato ricorso rosanero, stabilendo la disputa di una "gara straordinaria di qualificazione" tra Lecce e Palermo con la giustificazione che il forfait sardo avesse falsato l'esito del girone. Si dovette quindi disputare uno spareggio per la finale e ad avere la meglio furono i leccesi, impostisi per 1-0 in campo neutro a Napoli. La promozione sarà poi colta l'annata successiva.

### Gli anni trenta e l'arrivo in Serie A

Il Calcio Illustrato celebrò in prima pagina l'«impresa» del Palermo che pareggiò a Torino contro la lanciata Juve del Quinquennio, nel girone di ritorno della Serie A 1933-1934

Già al primo anno di Serie B il Palermo sfiorò la promozione in Serie A, terminando il campionato al terzo posto dietro alla Fiorentina e al Bari. Il salto di categoria giungerà nell'edizione successiva, con un contributo di 27 gol segnati dal bomber Carlo Radice. La squadra era da poco passata nelle mani del costruttore stradale Francesco Paolo Barresi, il quale, per festeggiare, fece rinnovare il logo sostituendo il rombo con un'aquila dorata, che teneva un ramoscello di ulivo fra gli artigli, simbolo di pace. Il nuovo logo fu però accusato di portare sfortuna e si tornò così al rombo di Pippo Rizzo nella carta intestata, mentre sulle maglie fu cucita una semplice aquila, simbolo della città.
Nella stessa stagione venne inaugurato il nuovo stadio, detto Littorio, l'odierno Renzo Barbera, in sostituzione dell'ormai inadatto Ranchibile. L'ultimo incontro ospitato nella vecchia struttura terminò con una vittoria per 5-0 sulla Comense; la prima partita ufficiale nel nuovo impianto venne disputata il 24 gennaio 1932, lo stesso giorno dell'inaugurazione, contro l'Atalanta: fu vinta dai rosanero per 5-1 e fu valida per la diciassettesima giornata di campionato, ultima del girone di andata. Il primo gol nel nuovo stadio venne segnato dal giocatore Américo Ruffino. Ai bordi del campo era inizialmente presente una pista di atletica leggera, mentre ancora non erano state completate le due curve, che, prima della loro effettiva costruzione, erano rimaste composte da un muro, un terreno digradante e una recinzione metallica: lo stadio era quindi composto dai soli settori di tribuna coperta e gradinata, per una capienza di circa ventimila posti. Il "Littorio" cambiò nome il 27 giugno 1937 per essere intitolato a Michele Marrone (1906-1937), ex calciatore del Palermo e Ufficiale dei Bersaglieri, deceduto durante la guerra civile spagnola. Lo stadio mantenne questa denominazione fino alla fine della seconda guerra mondiale.
All'esordio storico in Serie A, il club perse per 2-0 la partita in casa della Pro Vercelli. La domenica successiva arrivarono il primo punto (1-1 in casa della Lazio) e il primo gol nella massima categoria, realizzato ancora una volta da Américo Ruffino. Alla quarta giornata arriverà la prima vittoria, 1-0 in casa contro la Triestina. Negli anni successivi il Palermo riuscì a mantenere una presenza stabile nella massima serie, raggiungendo il settimo posto nel 1934-1935. La stagione successiva, dopo quattro anni in A, venne retrocesso in Serie B.
Nel 1935 il fascismo impose di italianizzare il nome della società in Associazione Calcio Palermo. L'intervento del regime fascista nello sport più popolare del paese andava diventando sempre più profondo, al punto che due anni più tardi fu imposto anche il cambio dei colori sociali: lo storico rosanero fu abbandonato, in luogo dei colori comunali, giallo e rosso.
Nella serie cadetta il Palermo si trovò ad affrontare le altre squadre siciliane: il Messina e il Catania. Fu allora che il Palermo giocò i primi derby. La prima partita ufficiale tra Palermo e Catania risaliva ai Sedicesimi di finale di Coppa Italia del 1935-1936: essa si giocò a Catania il 26 dicembre 1935 e finì 1-0 per la squadra di casa. Il primo derby in campionato si disputò il 1º novembre nella Serie B 1936-1937 allo Stadio Littorio: finì 1-1 e fu vista solamente da otto tifosi ospiti del Catania; il Palermo vinse poi la gara di ritorno per 1-0.
Frattanto la situazione finanziaria andava precipitando: già nel 1936, per risollevare le casse della società retrocessa in Serie B per la prima volta, il Prefetto di Palermo Marziali tassò la carne di dieci lire, creando così un fondo "Pro Palermo". Il 3 giugno 1938 il CONI nominò un commissario straordinario come presidente: Salvatore Barbaro. Sforzi inutili, perché al termine del torneo 1939-1940, in cui il Palermo aveva conquistato una sofferta salvezza, il 30 agosto 1940 la FIGC escluse il club dall'edizione seguente della Serie B, depennandolo dai ruoli Federali.
L'occasione per ricominciare venne ancora una volta da una società calcistica cittadina: la Juventina Palermo. Proveniente dalle serie regionali, nel 1940-1941 militava in Serie C. La squadra era composta perlopiù da militari della 28ª Divisione fanteria "Aosta", infatti lo stesso presidente Federico D'Arle era il generale di Brigata. Quando la Brigata Aosta fu richiamata al fronte, il 23 agosto 1941 si consentì una fusione con il cessato Palermo. La neonata società, denominata Unione Sportiva Palermo-Juventina, mantenne nella prima stagione i colori bianco-azzurri della Juventina. Una volta ottenuta la promozione in Serie B nel 1941-1942, il neopresidente della società Giuseppe Agnello ripristinò gli storici colori rosanero. Il Palermo-Juventina, comunque, non terminò il campionato cadetto, a causa dello stato di guerra e dei provvedimenti conseguenti alla proclamazione della Sicilia a zona di operazioni (in quanto a forte rischio di sbarco alleato), che nel corso del girone di ritorno impedirono sistematicamente alle squadre avversarie e agli arbitri di raggiungere tempestivamente Palermo, con conseguente rinvio della partita; il 23 aprile 1943 la FIGC, preso atto che il numero di partite rinviate era tale da renderne impossibile il recupero nei tempi previsti, deliberò l'esonero delle compagini siciliane dai campionati nazionali fino al termine del conflitto, annullando i loro risultati nei raggruppamenti in corso di svolgimento. Solo tre mesi dopo avvenne lo sbarco alleato in Sicilia durante la seconda guerra mondiale.

### Dal dopoguerra agli anni sessanta

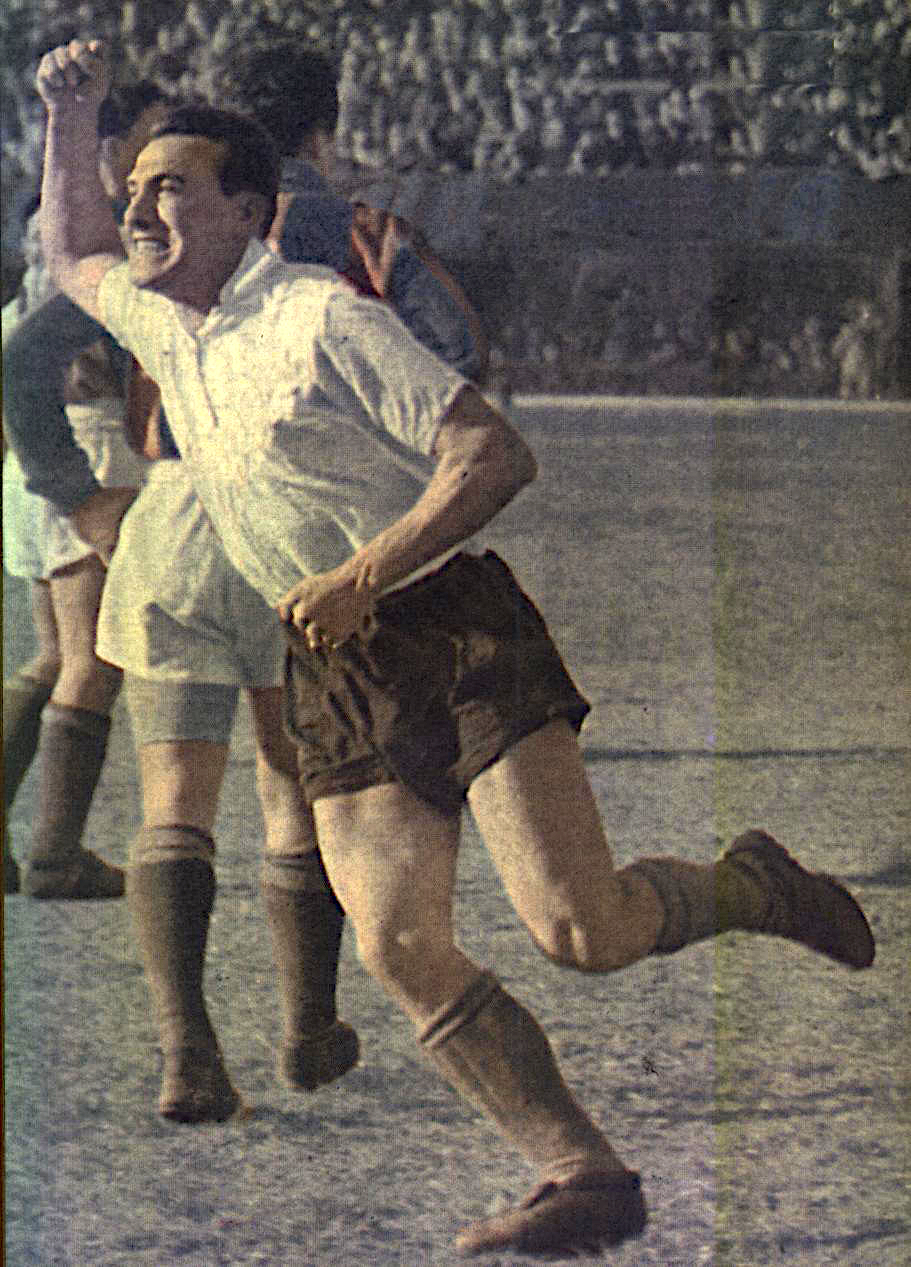
Santiago Vernazza, goleador rosanero a cavallo tra gli anni cinquanta e sessanta

Dopo aver vinto il campionato siciliano di guerra, il Palermo, in qualità di società di Serie B, fu ammesso di diritto dalla Lega Nazionale Centro-Sud a disputare il campionato misto Serie A-B Centro-Sud, uno dei due raggruppamenti (l'altro era la Serie A Alta Italia) del massimo campionato nazionale che per la prima e ultima volta dal 1929 non fu a girone unico. Nel frattempo era caduto ogni riferimento alla Juventina e la denominazione era tornata a essere Unione Sportiva Palermo. Riammesso nella categoria d'appartenenza, nella stagione 1947-1948 il Palermo vinse il girone C del campionato di Serie B e ottenne la promozione: in quella squadra militavano giocatori come il cecoslovacco Čestmír Vycpálek e gli italiani Gaetano Conti, Carmelo Di Bella e Aurelio Pavesi De Marco. Il presidente era Stefano La Motta, che a inizio stagione, dopo il suo insediamento datato 1º luglio 1947, aveva dichiarato: «Sarò Presidente per una stagione, il tempo di riportare il Palermo in Serie A». Fu di parola e il timone della società passò a Giuseppe Guzzardella, anche se il principale finanziatore era Raimondo Lanza di Trabia, che qualche anno dopo diventerà presidente in prima persona. Intanto il Palermo arrivò 11º la stagione successiva in Serie A, grazie a diverse buone prestazioni, come una rimonta di due gol contro il Grande Torino. Il principe portò a Palermo diversi giocatori di valore come Helge Bronée o Şükrü Gülesin e allenatori emergenti come Giuseppe "Gipo" Viani. Nel 1951-1952 i rosanero lottarono a lungo per il primo posto, ma un calo finale li portò nuovamente in 11ª posizione. I rosanero disputarono sei stagioni consecutive in massima serie e la retrocessione del 1953-1954 arrivò solo dopo degli spareggi salvezza contro SPAL e Udinese.

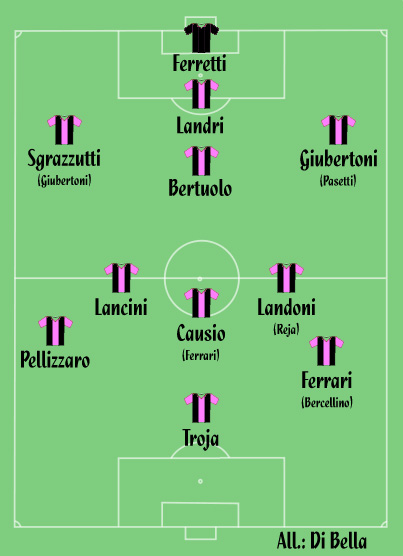
La formazione della stagione 1969-1970

Alla retrocessione seguì una fase di profondo riassetto, che coinvolse tutti i livelli: fu inaugurata la stagione dei presidenti politici con Mario Fasino. Fra i tanti nuovi giocatori acquistati arrivò anche Enzo Benedetti, che diverrà il capitano della formazione palermitana dal 1955, dopo il suo primo approdo in terra siciliana, al 1962. Il Palermo divenne negli anni successivi una squadra che alternava promozioni in Serie A a retrocessioni in Serie B. Uno dei giocatori simbolo di questo periodo fu l'attaccante ex River Plate Santiago Vernazza,  idolo dei tifosi grazie a 54 gol in 121 partite totali che lo rendono inoltre il quarto nella classifica dei marcatori di tutti i tempi del Palermo. Nell'estate del 1960 il Palermo partecipa per la prima volta a delle competizioni internazionali: a giugno alla sua prima e ultima Coppa delle Alpi, a luglio alla prima di due Coppa Mitropa.
Il Palermo all'epoca riuscì a valorizzare diversi giocatori destinati a una buona carriera, come Tarcisio Burgnich o il portiere Roberto Anzolin che poi venne ceduto alla Juventus. L'intrattenimento di un buon rapporto societario con il club torinese è testimoniato anche dai passaggi di altri giocatori come Giuseppe Furino, Carlo Mattrel e Franco Causio. L'apice sotto il profilo sportivo giunse nella Serie A 1961-1962, quando i rosanero giunsero all'8º posto conquistando risultati prestigiosi, quali una storica vittoria in trasferta per 2-4 proprio contro la Juve a Torino, il 18 febbraio 1962. Nella stessa annata furono giocati i primi derby siciliani in massima serie col Catania. L'edizione seguente il Palermo non riuscì a ripetersi e retrocedette in Serie B. In quegli anni c'erano Casimiro Vizzini presidente e Totò Vilardo dirigente sportivo: Vilardo, segretario tuttofare della società, fu soprannominato Lo stregone del calcio. Al termine della stagione 1962-1963 Vilardo venne squalificato a vita per un tentativo di illecito: chiese infatti all'arbitro Concetto Lo Bello di far vincere il Bari nell'ultima giornata del campionato di Serie B, in modo che una volta promossa la matricola pugliese comprasse l'attaccante Fernando, risanando le casse della società rosanero.
Nei successivi quattro anni il Palermo non disputò dei campionati cadetti di vertice. Nel 1964-1965 la Lega Calcio nominò un trio dirigenziale alla presidenza, seguito da numerosi avvicendamenti anche con personaggi di stampo politico, come Luigi Gioia e Giuseppe Pergolizzi, ad occupare la poltrona societaria più importante.
Nel 1968, con la trasformazione delle società di calcio in società per azioni, il Palermo cambiò la propria denominazione in Società Sportiva Calcio Palermo e, nella stessa stagione, la squadra ritornò in massima serie con in panchina l'ex giocatore Carmelo Di Bella.
Nel dicembre della stagione successiva il Palermo prese parte alla sua seconda e ultima Coppa Mitropa.
La seguente esperienza internazionale verrà vissuta 37 anni dopo, nel 2005.

### Dagli anni settanta al fallimento del 1986

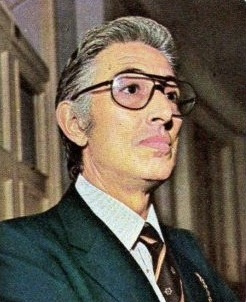
Renzo Barbera, presidente del club rosanero dal 1970 al 1980

Il 4 maggio 1970 si aprì una nuova pagina della storia della società palermitana: Renzo Barbera, imprenditore con esperienze dirigenziali nel calcio minore, divenne il nuovo presidente del club. Noto per la sua moralità, Barbera è ancora oggi il presidente più ricordato dai tifosi, al punto che quattro mesi dopo la sua morte lo stadio della Favorita gli sarà intitolato. Sotto la sua presidenza il Palermo disputò una sola stagione nella massima categoria: dopo la promozione del 1971-1972, con l'allenatore ed ex calciatore Benigno "Ninetto" De Grandi, subì tuttavia l'immediata retrocessione nel 1972-1973. In seguito bisognerà attendere 31 anni per rivedere il sodalizio rosanero in Serie A. In quei tempi divennero bandiere del Palermo un paio di giocatori nati nel capoluogo siciliano, Ignazio Arcoleo e Tanino Troja, quest'ultimo noto anche per un gol in tuffo che sancì una delle due sconfitte del Cagliari scudettato del 1970.
Durante il decennio della gestione Barbera, il Palermo ricevette la Stella d'oro al merito sportivo 1973 e, pur non militando nella massima serie italiana, giunse ben due volte in finale di Coppa Italia, nel 1973-1974 e nel 1978-1979: tuttavia, in entrambe le occasioni uscì sconfitto.

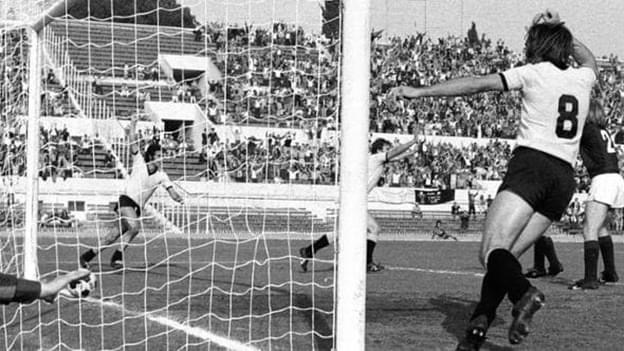
Sergio Magistrelli esulta dopo aver segnato il gol del momentaneo vantaggio nella finale di Coppa Italia 1973-1974 contro il.

La finale a Roma del 23 maggio 1974 contro il Bologna fu quella che maggiormente lasciò l'amaro in bocca ai tifosi rosanero, giunti in massa nella capitale: in vantaggio fino all'ultimo minuto per 1-0 con un gol di Sergio Magistrelli, il Palermo venne raggiunto all'ultimo minuto da un rigore concesso dall'arbitro Gonella per fallo su Giacomo Bulgarelli; lo stesso Bulgarelli ammetterà anni dopo l'inesistenza di quel fallo; il Bologna vinse alla fine ai calci di rigore dopo che i tempi supplementari si erano chiusi senza ulteriori reti. Malgrado ciò, restò famoso il gesto di Renzo Barbera, che sportivamente fu il primo a tendere la mano al capitano della squadra avversaria. Fra gli artefici di questo storico traguardo, ottenuto eliminando squadre come Fiorentina e Juventus, l'allenatore Corrado Viciani, che in precedenza si era messo in evidenza con la positiva esperienza alla Ternana.
Nel 1979 il Palermo raggiunse nuovamente l'ultimo atto della manifestazione, a Napoli contro la Juventus allenata da Giovanni Trapattoni: i rosanero, stavolta allenati da Fernando Veneranda, persero per 2-1 ai tempi supplementari dopo che Sergio Brio era riuscito a pareggiare sul finale di partita il gol del centravanti Vito Chimenti, segnato già al primo minuto dei tempi regolamentari. Decisiva la rete siglata dall'ex Franco Causio.

Da sinistra, in primo piano: il capitano palermitano Filippo Citterio, l'arbitro Enzo Barbaresco e il capitano juventino Giuseppe Furino nei convenevoli prima della finale di Coppa Italia 1978-1979

Il 7 marzo 1980, Barbera vendette il club al costruttore edile Gaspare Gambino. In quegli anni il Palermo disputò dei campionati di Serie B senza grosse ambizioni. Anzi, nel 1980-1981 la squadra dovette lottare per non retrocedere, vista anche una penalizzazione di cinque punti che le era stata inflitta in seguito allo scandalo del Totonero, nel quale fu coinvolto il centrocampista Guido Magherini, squalificato per 3 anni e mezzo.
Il 3 giugno 1982 diventò presidente Roberto Parisi, che subito si prodigò per avviare dei lavori di ristrutturazione dello stadio La Favorita.
Nel 1983-1984 il Palermo retrocedette, visto il 17º posto finale. Si trattò della prima retrocessione sul campo in terza serie della sua storia. Arrivò comunque l'immediato ritorno in Serie B la stagione successiva, nel corso della quale però, il 23 febbraio 1985, il presidente Parisi venne ucciso in un agguato mafioso.
Archiviato il campionato 1985-1986, conclusosi con la salvezza all'ultima giornata, il Palermo avrebbe dovuto subire nuovamente una penalizzazione di 5 punti, da scontare nella Serie B 1986-1987, in seguito alle indagini del secondo scandalo del Totonero, ma l'8 settembre 1986 la società fu radiata dalla FIGC per il mancato risanamento della propria situazione debitoria. Furono sollevati diversi dubbi sulla reale gravità dei guai finanziari del Palermo, ma il presidente della Lega Calcio Antonio Matarrese fu irremovibile. Nel 1986-1987 il Palermo ebbe quindi il tempo di disputare solo il proprio girone eliminatorio di Coppa Italia, affrontato fino al giorno prima della radiazione e con la formazione giovanile della Juniores.

### La rinascita e gli anni novanta

Roberto Biffi, nel Palermo dal 1988 al 1999, è a oggi il giocatore che vanta il maggior numero di presenze nella storia della società rosanero

Dopo l'estromissione dai quadri federali e il dichiarato fallimento avvenuto il 18 settembre successivo, il club scomparve, senza praticare la sua attività calcistica ufficiale per un anno: l'allora seconda squadra della città, l'Olympia, che militava nel campionato regionale di Promozione, tentò di sostituirsi al Palermo cambiando nome in Palermolympia, ma il sodalizio non entrò mai nel cuore dei tifosi. Grazie all'appoggio delle istituzioni, rappresentate dal sindaco Leoluca Orlando e dal ministro per gli affari regionali Carlo Vizzini (figlio dell'ex presidente dei rosanero Casimiro), un gruppo di industriali e imprenditori locali rifondò la società, in data 7 gennaio 1987. Fu scelta la denominazione Unione Sportiva Palermo, fu eletto il nuovo presidente, già anche di Sicindustria, Salvino Lagumina e fu ingaggiato l'allenatore Giuseppe Caramanno. Grazie a una deroga concessa dalla FIGC e a un posto libero lasciato dalla fusione fra Venezia e Mestre, il neonato Palermo venne ammesso direttamente alla Serie C2. Prontamente venne conquistata la promozione in Serie C1.
Nel frattempo erano partiti i lavori per l'adeguamento dello stadio della Favorita ai mondiali di Italia '90. Nella stagione 1987-1988 furono aperti al pubblico solo la Tribuna coperta e la Curva sud, nelle due successive, invece, il Palermo disputò gli incontri casalinghi allo stadio polisportivo provinciale di Trapani.

La rosa finalista nella Coppa Italia Serie C 1989-1990

Il 12 giugno 1989 divenne presidente Giovanni Ferrara, industriale della pasta, con amministratore delegato Liborio Polizzi. I due, proprietari di metà delle quote societarie ciascuno, si scambiarono la carica il 5 febbraio 1993, mentre il 5 giugno 1995 Ferrara acquisì l'intera proprietà del club tornando presidente. Dopo tre stagioni di Serie C1, il Palermo tornò in Serie B nel 1990-1991, con il tecnico ed ex calciatore Enzo Ferrari, però l'anno dopo retrocesse, per una sfavorevole classifica avulsa. Il Palermo vinse il campionato di terza serie nel 1992-1993 e quella promozione fu condita con l'unica conquista di un trofeo ufficiale nella storia del Palermo, la Coppa Italia Serie C, vinta ai danni del Como al quarto tentativo dopo le finali perse negli anni precedenti, precisamente contro il Monza nel 1987-1988, contro la Lucchese nel 1989-1990 in occasione della riapertura dello stadio La Favorita e nuovamente contro il Monza nel 1990-1991. Nell'estate 1994 venne modificata la denominazione sociale in Unione Sportiva Città di Palermo, dopo una convenzione quinquennale stipulata con il comune, grazie alla quale la società ricevette benefici economici. I rosanero restarono in Serie B per quattro stagioni consecutive, ma ottennero risultati prestigiosi in Coppa Italia, come la vittoria a San Siro per 1-0 contro il Milan nella gara di andata del secondo turno nel 1994-1995 (con un gol di Giuseppe Iachini) o il raggiungimento dei quarti di finale nel 1995-1996, dopo aver battuto per 3-0 il Parma detentore della Coppa UEFA e per 1-0 il Vicenza, arrendendosi soltanto alla Fiorentina di Gabriel Batistuta, futura vincitrice del trofeo.
Proprio il 1995-1996 diventerà celebre come l'anno del "Palermo dei picciotti". A causa delle ristrettezze finanziarie, la squadra era composta da diversi prodotti del vivaio rosanero. Il gruppo, guidato dal capitano Roberto Biffi, dal portiere Gianluca Berti e dall'allenatore palermitano Ignazio Arcoleo, vecchia bandiera degli anni '70, riuscì a valorizzare tanti giocatori locali producendo anche un bel gioco. Tra i giovanissimi palermitani che vestirono la maglia rosanero si ricordano Gaetano Vasari, Giacomo Tedesco e Francesco Galeoto. Il club, dopo aver lottato per la promozione, raggiunse il 7º posto finale in classifica.
Visto il piazzamento ottenuto, tra l'altro, i rosanero avrebbero potuto prendere parte alla Coppa Anglo-Italiana, torneo internazionale organizzato per le formazioni meglio classificate in Serie B che non avessero ottenuto la promozione, ma la competizione venne successivamente abolita.

Il trionfo nella Coppa Italia Serie C 1992-1993

Nella Serie B 1996-1997 il Palermo tornò in Serie C1 con il 19º posto in graduatoria. La stagione seguente giocò uno dei peggiori campionati della propria storia, tanto che il 12 maggio 1998, dopo due sconfitte consecutive alla terzultima e alla penultima giornata, lo stadio venne chiuso da alcuni tifosi con un catenaccio, imprigionando i calciatori all'interno dell'impianto durante un allenamento, visto che i rosa, col 14º piazzamento finale, erano ormai costretti alla disputa dei loro primi play-out. La situazione fu poi risolta in serata, grazie all'intervento dell'allora presidente Ferrara. Il gesto non evitò al club la prima doppia retrocessione, avvenuta agli spareggi con una sconfitta all'andata (fuori casa per 1-0) e un pareggio al ritorno (in casa 0-0) contro la Battipagliese. Tuttavia, mentre il Palermo del nuovo tecnico Massimo Morgia, proveniente dal Marsala, preparava il campionato 1998-1999, la società di viale del Fante venne ripescata a fine luglio in luogo dell'Ischia Isolaverde, esclusa per delle inadempienze finanziare. Il Palermo, costruito fondamentalmente per la Serie C2, riuscì a ben figurare anche nella categoria superiore, contendendo per un lungo periodo il primato alla Juve Stabia, ma né i rosanero né i campani ottennero la promozione, la quale fu centrata dalla Fermana, brava ad approfittare dei passi falsi di entrambe nelle ultime giornate. Il Palermo perse inoltre l'occasione di vincere i suoi primi play-off, facendosi eliminare nelle semifinali dal Savoia, il quale batté i rosanero per 1-0 sia nel match di andata disputato sul campo neutro di San Paolo sia al ritorno in Sicilia.

### Da Sensi a Zamparini

Una formazione del Palermo promosso in Serie B al termine della stagione 2000-2001

La stagione 1999-2000 fu fallimentare, dato che la squadra, con velleità di promozione, non si qualificò neppure ai play-off a causa della peggior differenza reti nei confronti dell'Arezzo di Serse Cosmi. Il 2000, però, risultò ugualmente un anno di svolta, visto che il 3 marzo il presidente della Roma Franco Sensi comprò il club. In un primo momento, a manifestare l'intento di rilevare la società siciliana era stato l'8 febbraio Flavio Briatore, che avrebbe goduto dell'appoggio tecnico-organizzativo dapprima della Juventus e poi, eventualmente, pure del Milan. Per evitare che il Palermo entrasse nelle orbite bianconera e rossonera, i presidenti della Lazio, della Fiorentina, del Perugia e della Roma (rispettivamente Sergio Cragnotti, Vittorio Cecchi Gori, Luciano Gaucci e appunto Sensi) formarono una società col compito di rilevare la proprietà della squadra. Alla fine però, viste l'esitazioni dei suoi compagni d'affari, fu il solo Sensi a completare l'acquisto. La presidenza venne affidata al sindacalista Sergio D'Antoni. Il 20 giugno successivo si ufficializzò anche un nuovo logo societario, realizzato dallo studio grafico di Ferruccio Barbera, figlio dell'ex presidente Renzo Barbera.
Le forze economiche di Sensi permisero di allestire un forte organico per la stagione 2000-2001, che segnò il ritorno in Serie B dopo quattro anni con la vittoria del girone B del campionato, grazie a una fuga solitaria che stava però per terminare prima del traguardo, a causa di una rimonta del neopromosso Messina: decisiva risultò la sconfitta dei peloritani sul campo dell'Avellino all'ultima giornata, quando sullo 0-0 l'attaccante messinese Torino sbagliò un rigore al 90' e nei seguenti minuti di recupero gli irpini trovarono anche il gol del definitivo 1-0. Successivamente, avendo terminato il proprio girone da capolista, il Palermo disputò la Supercoppa di Serie C di quell'anno, nella quale però uscì sconfitto a opera del Modena.

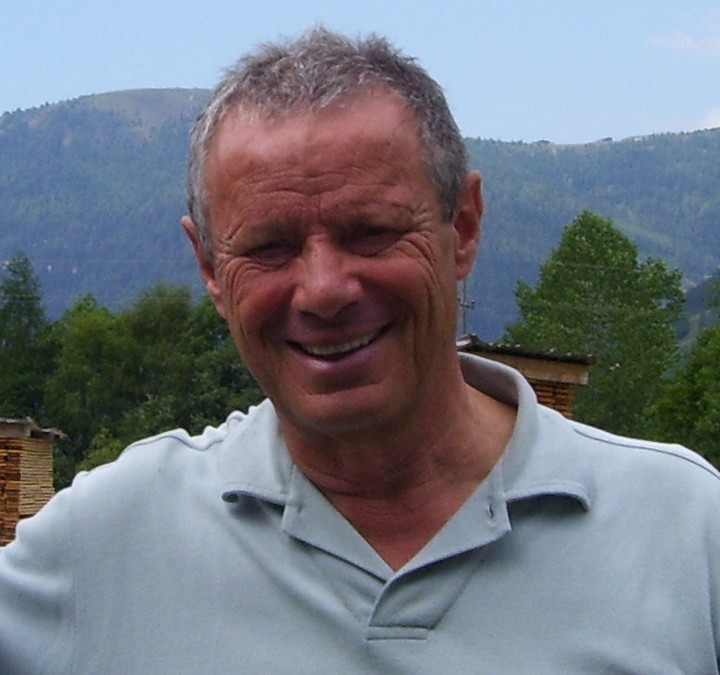
Maurizio Zamparini

Dopo aver raggiunto una posizione di centro classifica nella Serie B 2001-2002, il 21 luglio dell'estate a venire Sensi vendette il Palermo a Maurizio Zamparini, per 15 milioni di euro da versare in tre anni. L'ex proprietario del Venezia comprò numerosi giocatori, operando un vero "travaso" dal suo vecchio club.
Intanto il 18 settembre 2002 lo stadio La Favorita fu intitolato a Renzo Barbera, deceduto nelle prime ore del precedente 19 maggio.

Una formazione del Palermo promosso in Serie A al termine della stagione 2003-2004

Zamparini fissò subito come obiettivo il ritorno in Serie A: già alla sua prima stagione alla guida della società andò vicino al suo raggiungimento. Dopo una partenza incerta e due dei tanti cambi di allenatore che caratterizzeranno la sua gestione, il Palermo di Nedo Sonetti fu artefice di una grande rimonta, fermatasi solo allo scontro diretto all'ultima giornata perso 3-0 con il Lecce. Il salto di categoria arrivò l'anno successivo: la squadra, affidata a Silvio Baldini, già forte di Lamberto Zauli, fu ulteriormente rinforzata con elementi come Luca Toni ed Eugenio Corini. Dopo aver sostituito a gennaio Baldini con Francesco Guidolin e aver acquistato altri giocatori come Fabio Grosso, Antonio ed Emanuele Filippini, il Palermo chiuse il campionato al primo posto, riconquistando la Serie A aritmeticamente il 29 maggio 2004 con un 3-1 sulla Triestina tra le mura amiche, 31 anni dopo l'ultima apparizione in massima serie e a 32 anni dalla promozione precedente. Dei rosanero facevano parte anche gli ex "picciotti" Gianluca Berti e Gaetano Vasari: quest'ultimo, all'ultima giornata di campionato, si rese protagonista dell'ultima rete stagionale, il 3-0 nella partita casalinga vinta dal Palermo sul Bari; nonostante il gol fosse ininfluente per il risultato, l'intero stadio esultò e si commosse con il giocatore, poiché quella rete andava a mantenere la promessa fatta al padre prima della sua morte, ovvero riportare il Palermo nella massima serie.

### Il ritorno in Serie A e le partecipazioni alle coppe europee
Una volta tornati in Serie A, Zamparini, grazie anche a dirigenti come Rino Foschi o Rinaldo Sagramola, riuscì a costruire un Palermo che stazionasse nella prima metà di classifica. Le prime tre stagioni si conclusero con altrettante qualificazioni alla Coppa UEFA. Se quella del primo anno, quando Guidolin restò in carica fino alla fine della stagione, fu una piacevole sorpresa e quella del 2005-2006 arrivò solo dopo le sentenze dello scandalo Calciopoli, il quinto posto della stagione 2006-2007 fu meno felice. La squadra infatti, nuovamente assegnata a Guidolin dopo un anno di separazione, lottò per tutto il girone d'andata con Inter e Roma per il vertice della classifica, per poi crollare nel girone di ritorno, senza neanche riuscire a qualificarsi per la UEFA Champions League. Complice l'infortunio del centravanti Amauri, per il Palermo incominciò una crisi di gioco e di risultati, specialmente dopo la vittoria del 2 febbraio 2007 in un derby col Catania che diventerà tristemente celebre: negli scontri avvenuti durante e dopo la partita attorno allo Stadio Angelo Massimino, morì l'Ispettore Capo della Polizia di Stato Filippo Raciti e tutte le competizioni organizzate sotto l'egida della FIGC (dalla Serie A alle categorie giovanili), conseguentemente, furono sospese "fino a nuova determinazione".

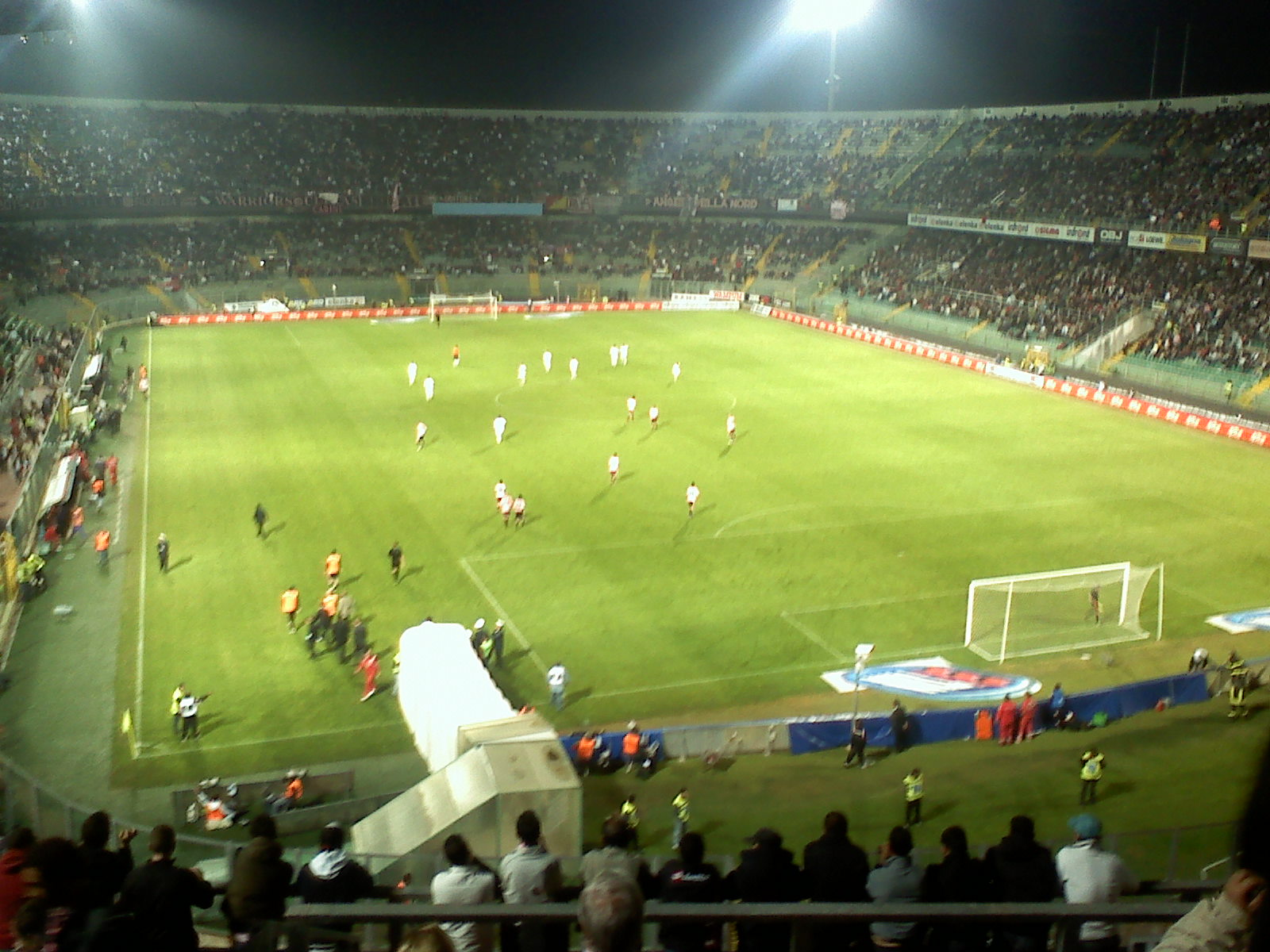
Un frangente della partita Palermo- nella stagione 2008-2009

Il Palermo, in questi anni, assunse anche una dimensione internazionale, proprio grazie alle partecipazioni alle coppe europee. La migliore stagione fu quella dell'esordio in Coppa UEFA nel 2005-2006, quando i rosanero furono eliminati solo agli ottavi di finale dai tedeschi dello Schalke 04. Nelle altre due partecipazioni, nella medesima competizione europea, il Palermo venne eliminato al termine della fase a gironi nel 2006-2007 e al primo turno nel 2007-2008, con la squadra rosanero che fu eliminata dal Mladá Boleslav. Inoltre, quando la Nazionale Italiana si laureò vincitrice nel Mondiale del 2006, per la prima volta dei giocatori diventarono campioni del mondo da tesserati del Palermo: Andrea Barzagli, Cristian Zaccardo, Fabio Grosso e Simone Barone.
Dopo la stagione 2007-2008, il Palermo avviò un profondo rinnovamento, sia dal punto di vista del parco giocatori sia da quello dirigenziale: Rino Foschi stesso lasciò Palermo il 30 giugno 2008, alla scadenza del suo contratto. Il suo posto come direttore sportivo venne preso da Walter Sabatini, ex dirigente della Lazio. A partire dalla stagione 2008-2009 il Palermo ha ottenuto il diritto di far parte dell'European Club Association (ECA), la lega dei maggiori club europei, in base a una graduatoria stilata dalla UEFA stessa. Fra le conseguenze di questo provvedimento il diritto di ottenere dei rimborsi quando i propri giocatori sono convocati nelle varie nazionali. Nella stessa stagione la squadra primavera del Palermo conquistò per la prima volta lo scudetto di categoria.
Il riscatto a livello di risultati arrivò nella stagione 2009-2010. Dopo un avvio altalenante, il presidente Zamparini decise di sollevare Walter Zenga dall'incarico di allenatore, sostituendolo con Delio Rossi. Il gruppo, guidato da Rossi, dal capitano Fabrizio Miccoli e dal fantasista Javier Pastore, riuscì a inanellare diversi risultati positivi che gli consentirono di lottare per il quarto posto, utile a disputare il turno preliminare di Champions League. I rosanero non riuscirono a vincere il decisivo scontro diretto contro la Sampdoria, in casa alla penultima giornata, giocandosi così una sorta di spareggio per la massima competizione europea. L'1-1 consentì ai blucerchiati di mantenere due punti di vantaggio in classifica e arrivare davanti al Palermo, rimasto al quinto posto. Ad ogni modo la Serie A 2009-2010 si concluse con la qualificazione in Europa League e con diversi record positivi, tra cui quello dei punti.

### Dalla terza finale di Coppa Italia al fallimento del 2019

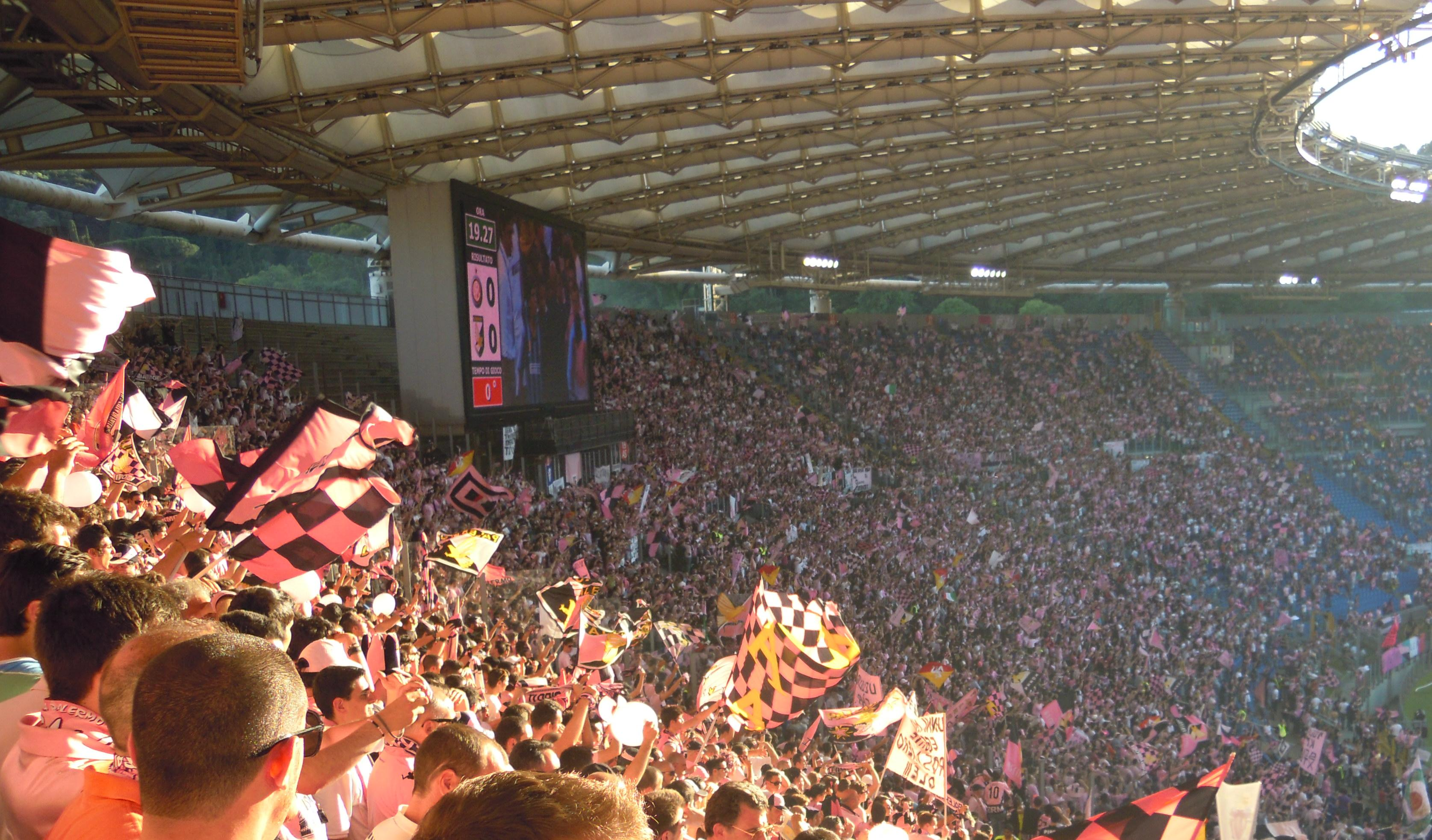
Tifosi del Palermo nella Curva sud dello stadio Olimpico di Roma, novanta minuti prima dell'inizio della finale di Coppa Italia 2010-2011

Nell'annata seguente Delio Rossi venne confermato. In campionato i risultati furono altalenanti, al punto che l'allenatore riminese venne esonerato per poi essere richiamato dopo una parentesi con Serse Cosmi, durata quattro partite. In Europa League la squadra rosanero non riesce ad andare oltre il turno della fase a gironi, venendo eliminata a dicembre. La stagione verrà ricordata per la conquista della terza finale di Coppa Italia della storia rosanero, a distanza di 32 anni da quella precedente: battuti in semifinale i neo campioni d'Italia del Milan, il 29 maggio 2011 il Palermo affrontò l'Inter nella finale allo Stadio Olimpico di Roma e, in uno stadio prevalentemente rosanero con almeno 40.000 tifosi al seguito, uscì sconfitto per 3-1.
Dal 2010 la tradizionale instabilità a livello tecnico si espanse anche a quello societario. Il presidente Zamparini cambiò, nel corso dei due anni e mezzo successivi, cinque direttori sportivi con sei avvicendamenti: dopo le dimissioni di Sabatini si susseguirono Sean Sogliano, Christian Panucci, Luca Cattani, Giorgio Perinetti, Pietro Lo Monaco e infine nuovamente Perinetti.
Nella stagione 2011-2012 il Palermo uscì al terzo turno preliminare di Europa League per mano degli svizzeri del Thun e, per la prima volta dal suo ritorno in Serie A, si trovò a lottare per non retrocedere. Il campionato si chiuse con il raggiungimento della salvezza, ma la discesa in Serie B arrivò l'anno seguente, al termine del torneo 2012-2013, caratterizzato da quattro cambi di allenatore. Il Palermo mise così fine al più lungo periodo in massima serie della sua storia: nove stagioni di fila con cinque partecipazioni alle coppe europee e una finale di coppa nazionale. La permanenza nella serie cadetta durò comunque soltanto una stagione: dopo un inizio incerto sotto la guida di Gennaro Gattuso, la squadra venne affidata all'ex centrocampista del Palermo dei picciotti Giuseppe Iachini. I rosa dominarono il campionato di Serie B 2013-2014 e vennero promossi con cinque giornate di anticipo il 3 maggio, aggiudicandosi la prima Coppa Ali della Vittoria e facendo registrare parecchi record, fra cui quello assoluto di punti per la categoria (86), quello dei punti di distacco dalla seconda classificata (14), quello delle 13 vittorie esterne e quello delle 8 vittorie consecutive in trasferta. Nelle due annate successive i rosanero ottennero due salvezze consecutive: la prima con un tranquillo undicesimo posto e nessun avvicendamento in panchina, la seconda solo all'ultima giornata, grazie a una rimonta nelle ultime partite che portò i rosanero al sedicesimo posto, con ben otto cambi alla gestione tecnica. Nella stagione 2016-2017, culminata nuovamente con la retrocessione, venne tagliato, il 17 ottobre 2016, il traguardo storico delle 1000 partite disputate in Serie A, rimediando una sconfitta in casa contro il Torino. Il Palermo sfiorò subito la nuova promozione nella serie superiore nella Serie B 2017-2018: dopo essere stato in testa al campionato per alcune settimane e aver concluso la stagione regolare al quarto posto, a un punto dalla promozione diretta, i rosanero persero la finale play-off contro il Frosinone, seguita da aspre polemiche per la gestione da parte dell'arbitro.
A partire dal 2017 si susseguirono diversi cambi ai vertici del club, nel tentativo di vendere la società da parte di Maurizio Zamparini: a marzo la proprietà raggiunse un accordo con l'italoamericano Paul Baccaglini, del gruppo Integritas Capital, per la cessione dell'intero pacchetto azionario entro il 30 aprile seguente. Lo stesso Baccaglini venne immediatamente nominato presidente ma, dopo alcune proroghe, il passaggio di proprietà non si concretizzò e nel mese di luglio Baccaglini decadette dalla carica. Nella nuova stagione le difficoltà economiche del club continuarono: la procura di Palermo depositò un'istanza di fallimento, ritenendo che la vendita del marchio della società prima alla Mepal e poi alla Alyssa, due società del gruppo Zamparini, fossero operazioni fittizie per creare crediti inesistenti. La richiesta venne rigettata dal tribunale nel marzo del 2018. A dicembre venne ufficializzata una nuova cessione del 100% delle quote, stavolta a un gruppo britannico: la Sport Capital Investments Ltd. I nuovi acquirenti non riuscirono però a far fronte ai propri obblighi e al pagamento di stipendi e fornitori, così il 14 febbraio 2019 avvenne il ritorno delle quote dell'intero pacchetto azionario a Daniela De Angeli, storica segretaria di Zamparini, col direttore sportivo Rino Foschi nel ruolo di nuovo presidente. Il 3 maggio venne sancita un'ulteriore cessione dell'intero pacchetto azionario alla società Sporting Network Srl, facente capo alla Arkus Network; il vicepresidente vicario e presidente di Confindustria Sicilia delegazione di Palermo Alessandro Albanese diventò il nuovo presidente. Dieci giorni più tardi, dopo la conclusione del campionato di Serie B al terzo posto, il Palermo venne retrocesso a tavolino all'ultima posizione di classifica dal Tribunale Federale, con conseguente declassamento in Serie C, per illecito amministrativo e falso in bilancio verificatisi nel triennio 2014-2017. Il 29 maggio la Corte Federale d'Appello ridusse poi la pena a 20 punti di penalizzazione e un'ammenda, portando i rosanero all'undicesimo posto in graduatoria.
Il 4 luglio, però, il Palermo venne escluso dalla Covisoc dal campionato di Serie B al quale avrebbe dovuto partecipare: l'organo di controllo contestò la mancata presentazione della fideiussione necessaria per l'iscrizione alla Serie B, il mancato pagamento delle ultime tre mensilità ai calciatori, il mancato pagamento di vari debiti sportivi e una ricapitalizzazione per più di 8 milioni con crediti non documentati. L'esclusione venne confermata con il respingimento dell'appello il 12 luglio. Tre mesi dopo, il 18 ottobre, la società "U.S. Città di Palermo" verrà dichiarata fallita dal tribunale di Palermo e Maurizio Zamparini verrà indagato per bancarotta.

### Dalla nuova rifondazione al ritorno in Serie B
Il 12 luglio 2019 il sindaco di Palermo, Leoluca Orlando, pubblicò un bando per la riassegnazione del titolo sportivo della società rosanero. Vennero presentate sei proposte e giorno 24 venne giudicata vincitrice quella presentata dalla società Hera Hora, posseduta al 40% dall'imprenditore italoamericano Tony Di Piazza, al 50% dalla concessionaria pubblicitaria Damir di Dario Mirri e al 10% personalmente dallo stesso Mirri, che diverrà il nuovo presidente. Quest'ultimo era già intervenuto nel mese di febbraio quando il Palermo giocava in Serie B, firmando un contratto di gestione della pubblicità nello stadio che aveva permesso il pagamento degli stipendi dei calciatori. È un pronipote dell'ex presidente Renzo Barbera.
Il 2 agosto la nuova società venne ammessa al campionato di Serie D, per la prima volta nella sua storia in una categoria a livello dilettantistico, con la denominazione Società Sportiva Dilettantistica Palermo. Il logo della nuova società, adottato proprio il 24 luglio 2019, viene ideato da Lorenzo Barbera, figlio di quel Ferruccio autore del logo del 2000 e nipote diretto di Renzo Barbera.
La stagione 2019-2020 è segnata dall'interruzione del campionato a causa della pandemia di COVID-19. Con il perdurare e l'aggravarsi della suddetta crisi, il CONI interruppe il 9 marzo 2020 tutte le competizioni sportive in corso, sicché il giorno dopo la FIGC sospese tutte le partite organizzate dalla Lega Nazionale Dilettanti fino al 3 aprile successivo. Anche le restanti otto gare del Palermo vennero dapprima rinviate a data da destinarsi e poi definitivamente annullate il 20 maggio. L'8 giugno il Consiglio federale decise per la promozione in Serie C dei rosanero, trovandosi il club siciliano al primo posto della classifica prima dell'interruzione.
Con il ritorno a un campionato professionistico, il club ha cambiato la propria denominazione in Palermo Football Club. Dopo una prima annata in C poco brillante, conclusasi al settimo posto nel girone meridionale e con un'eliminazione al primo turno nazionale dei play-off, nel 2021-2022 il Palermo viene promosso in Serie B al secondo tentativo, ritornando in cadetteria dopo tre anni: la stagione regolare si era conclusa col terzo posto nel girone C, quindi i rosanero hanno avuto la meglio negli spareggi promozione, precisamente su Triestina, Entella, Feralpisalò e Padova, vincendone la finale il 12 giugno.

### L'era del City Football Group
Nei mesi precedenti al termine della stagione 2021-2022, Dario Mirri aveva chiuso un contenzioso con l'altro socio fondatore, Tony Di Piazza, rilevandone le quote per intavolare, successivamente, una trattativa con la holding del City Football Group. Il 4 luglio 2022, il gruppo britannico ha effettivamente rilevato l'80% delle quote azionarie del club rosanero, che contestualmente è diventato l'undicesima società controllata dall'azienda multinazionale. Nel novembre del 2023 il City Football Group ha incrementato le proprie quote societarie raggiungendo il 94,94%, lasciando il 5% a Dario Mirri e il restante 0.06% ad Amici Rosanero. La nuova proprietà ha investito nella realizzazione del primo centro sportivo di proprietà della storia del Palermo calcio, il Palermo City Football Academy, situato in località Torretta, comune alle porte di Palermo, oltre ad effettuare alcuni lavori urgenti allo stadio Renzo Barbera.